# François Étienne Kellermann
François Étienne Kellermann, noto anche come Général Kellermann (Metz, 4 agosto 1770 – Parigi, 2 giugno 1835), è stato un generale francese attivo durante il periodo rivoluzionario e imperiale.

## Biografia
Era figlio del maresciallo dell'Impero François Christophe Kellermann e della sua consorte, Marie-Anne Barbé, sorella del marchese Barbé-Marbois.

### Inizi
Iniziò la sua carriera militare entrando come sottotenente nel reggimento degli ussari comandato dal padre, che egli lasciò presto per seguire nel 1791 l'ambasciatore francese negli Stati Uniti.
Rientrato in Francia due anni dopo, divenne aiutante di campo del padre che stava assumendo il comando dell'Armata delle Alpi e d'Italia; combatté con questo compito la Campagna delle Alpi, assistette all'assedio di Lione (agosto – ottobre 1793) e condivise la disgrazia del padre quando Robespierre lo fece incarcerare.
Ritornato a Metz con lo zio, Monsieur de Marbois, fu posto lui stesso in stato di arresto per aver intrattenuto una corrispondenza a proposito del padre con la titolare dell' Hôtel des Princes, la quale aveva consegnato tale corrispondenza alla polizia.
Interrogato dal sindaco di Metz, egli espose i fatti con franchezza, sostenne di essere sempre stato animato da sentimenti patriottici, e si giustificò citando uno scritto che egli stesso aveva pubblicato al suo ritorno dagli Stati Uniti, nel quale tesseva un grande elogio della costituzione di quella nazione.

### Le guerre della Rivoluzione francese
Messo in libertà poco dopo, si recò a Grenoble e reclamò presso Albitte, Fioche e Dubois-Crancé, deputati della Convenzione, la restituzione del comando del battaglione dei Cacciatori delle Hautes-Alpes, del quale era titolare. Al loro rifiuto, si arruolò come volontario nel I Reggimento ussari.
Dopo la liberazione del padre, riottenne il comando del suo battaglione, che in quel periodo si trovava a Capo Vado, vicino a Savona, e poco tempo dopo divenne aiutante di campo con il grado di comandante di brigata.
Nominato aiutante generale, ricevette l'ordine di raggiungere il generale Bonaparte, che seguì a Lodi, Milano ed a Pavia.
Passato quindi alla divisione del generale Andrea Massena, venne da questi incaricato di numerose ricognizioni e fu con lui a Bassano, Arcole, Rivoli ed a Mantova.
Durante l'attraversamento del Tagliamento del 16 marzo 1797 (Battaglia di Valvasone) fu ferito da vari colpi di sciabola durante la carica a cui partecipò agli ordini del generale Dugua.
Incaricato di portare al Direttorio le bandiere conquistate al nemico, fu promosso al grado di generale di brigata, dietro formale richiesta del Bonaparte (egli non aveva allora che ventisei anni).
Kellermann comandava l'avanguardia della divisione del generale Macdonald all'epoca dell'ingresso in Italia del generale austriaco Mack come comandante dell'esercito e combatté agli ordini del generale Championnet in questa campagna di sostegno alla Repubblica romana, nella quale 15.000 soldati francesi dispersero 60.000 napoletani, appoggiati per giunta di una gran massa d'insorti.
Posto di fronte al comune di Nepi, il 13 dicembre 1798, egli resistette alla prima colonna dell'esercito napoletano, che lo attaccò risolutamente, non avendo a disposizione che due battaglioni, tre squadroni di cacciatori e due pezzi di artiglieria leggera. Egli riuscì, nonostante tale sfavorevole rapporto di forze, a mettere in fuga 8.000 nemici.
Il generale nemico, deciso a prendersi la rivincita contro Kellermann, che disponeva solo di 600 fanti, 150 cavalleggeri del 19º reggimento dei cacciatori a cavallo e due cannoni, si mise in marcia contro di lui e lo attaccò. Dopo aver bravamente sostenuto l'attacco nemico, egli caricò le colonne napoletane, le mise in fuga, s'impadronì delle loro casse, del loro equipaggiamento, del tesoro della loro armata, arrivando fin sotto le mura di Roma, ma non cercò di entrare nella città poiché temeva che le truppe del generale Burkard, riunitesi a quelle del conte francese émigré Roger de Damas, gli tagliassero un'eventuale ritirata.
Si trovò subito dopo a fronteggiare la rivolta della città di Viterbo: dirigendosi verso di essa sconfisse i 6.000 uomini che lo attaccarono al comando di Roger de Damas e costringendo il loro comandante alla fuga. Arresasi Viterbo, e liberati i prigionieri francesi ivi detenuti, Kellerman si diresse nuovamente verso Roma per unirsi alle truppe di Championnet che stavano marciando su Napoli. Qui venne incaricato della conquista dei forti del Castel Nuovo e del Castel dell'Ovo, compito che assolse con assalti alla baionetta, sostenuto dai patrioti napoletani guidati da Nicola Palomba, conquistando poi anche Castel Sant'Elmo, dove erano detenuti alcuni repubblicani napoletani filo-francesi, che vennero così liberati.
Colpito da violente nevralgie, dovette ritirarsi alle terme di Aix-en-Provence, ove rimase fino al rientro a Fréjus di Napoleone Bonaparte dall'Egitto l'8 ottobre 1799. Scrisse così al Primo Console per riavere un comando nell'esercito e venne accontentato. Gli venne affidato il comando di una brigata di cavalleria pesante nell'Armata d'Italia, con la quale prese parte, il 14 giugno 1800, alla battaglia di Marengo. La sua carica di 400 cavalieri contro il fianco sinistro dello schieramento austriaco, forte di 6.000 uomini al comando del generale Zach, fu risolutiva, il che gli valse la nomina a generale di divisione il 5 luglio.

### Il periodo consolare
Ebbe quindi l'incarico di Ispettore della cavalleria dell'Armata d'Italia. Quando la Francia invase l'Elettorato di Hannover, Kellerman comandava la cavalleria dell'esercito francese d'invasione.

### L'Impero
Alla fine del 1805 entrò nella Grande Armata raggiungendola presso Austerlitz alla vigilia della battaglia, nella quale comandò la cavalleria del I Corpo d'armata agli ordini del maresciallo Bernadotte. Con astuta manovra di finta ritirata, Kellermann attirò gli ulani del granduca e zarevic Konstantin Pavlovič Romanov sotto il tiro dei fucilieri francesi, che annientarono il reparto nemico con le loro scariche di fucileria.
Kellerman partecipò quindi alla spedizione del generale Jean-Andoche Junot nella Penisola iberica. Gli venne affidato il comando di una divisione nell'armata diretta in Portogallo. Il 21 agosto 1808 partecipò alla battaglia di Vimeiro, che fu una disfatta per i francesi, sconfitti da truppe anglo-ispano-portoghesi comandate da sir Arthur Wellesley, il futuro I duca di Wellington. Il consiglio dei generali, riunito attorno al Junot, decise di intavolare trattative con il nemico e di questo venne incaricato Kellermann, che il 23 dello stesso mese incontrò i generali inglesi, preparando così il terreno per la Convenzione di Sintra (30 agosto 1808).
Nel 1809 sostituì il maresciallo Bessières nel comando in capo dell'armata settentrionale di Spagna e riunì in Galizia le sue truppe al corpo del maresciallo Ney insieme al quale invase le Asturie, sconfiggendo l'esercito spagnolo riunito sotto il comando del marchese de la Romana ad Alba de Tormes.
Destinato alla campagna di Russia, durante il viaggio di rientro in Francia, fu colpito da grave indisposizione che gl'impedì di parteciparvi.
Nel 1813 combatté la campagna di Sassonia con il corpo del maresciallo Ney, del quale comandò l'avanguardia nella battaglia di Rippach. A Lützen sostenne il primo scontro con il nemico, venne ferito e tre cavalli sotto di lui rimasero uccisi.
Nella battaglia di Bautzen, sempre alla testa dell'avanguardia del maresciallo Ney, conquistò il villaggio di Klix ed in quella operazione gli vennero uccisi ancora due suoi cavalli.
Partecipò poi alla battaglia di Lipsia ove, con la cavalleria polacca, costrinse a retrocedere la divisione di corazzieri del generale russo Nikolaï Levachov. In quel frangente tuttavia, l'eccessivo slancio nell'incalzare il nemico, la cavalleria di Kellermann si trovò in mezzo a tre divisioni austriache della riserva, che lo attaccarono ad un fianco scompigliando la sua formazione e costringendolo a ritirarsi sulle alture di Wachau.
Nel 1814, durante la campagna di Francia, sconfisse le truppe del generale russo barone Matveï Ivanovitch Pahlen, ed a Saint-Dizier contribuì, con le sue cariche reiterate di cavalleria, a mettere in rotta le truppe del generale russo Wintzingerode.

## La Restaurazione
Con la restaurazione, dopo aver accettato gli atti del Senato venne nominato, il 6 maggio 1814, con ordinanza regale, membro del Consiglio di Guerra per la Guardia reale.
Ispettore generale per l'organizzazione della cavalleria nelle piazze di Lunéville e Nancy, il 2 giugno ricevette l'Ordine di San Luigi ed il 23 dello stesso mese il Gran cordone della Legion d'onore.
Quando Napoleone rientrò dall'isola d'Elba, egli comandava una divisione di cavalleria che secondo il comandante in capo dell'esercito, duca di Berry, avrebbe dovuto opporsi a Napoleone.
Durante i Cento giorni Napoleone gli affidò il comando di un corpo di cavalleria pesante (quattro brigate) sotto il comando del maresciallo Ney, con il quale prese parte alle battaglie di Quatre Bras e di battaglia di Waterloo. Kellermann si distinse in particolare nella prima quando, con la carica condotta a capo di una delle sue quattro brigate, verso le ore 17 del 16 giugno 1815, scompigliò lo schieramento del reggimento di Halkett, ma poco dopo la brigata venne costretta alla fuga da un violento cannoneggiamento tedesco.
Di ritorno a Parigi, poco tempo dopo fu incaricato dal maresciallo Davout, insieme ai generali Gérard ed Haxo, di trattare con il nuovo governo a nome dell'esercito.
Dopo aver ereditato dal padre il titolo di Duca e la parìa di Francia, morì il 2 giugno 1835 per una malattia al fegato.
Il suo nome è inciso sulla 21ª colonna del lato sud dell'Arco di Trionfo a Parigi.

## Discendenza
Sposatosi, François Étienne ebbe un unico figlio, François Christophe Edmond Kellermann, che intraprese con successo la carriera politica.